# Klonidin
Klonidin je simpatolitički lek koji se koristi za tretiranje visokog krvnog pritiska, nekih oblika bola, ADHD i anksioznog/paničnog poremećaja. On je klasifikovan kao centralno delujući α2 adrenergički agonist.

## Sinteza
Klonidin, 2-(2,6-dihlorofenilamin)imidazolin, se može sintetisati iz 2,6-dihloroanilina, reakcijom u kojom sa amonijum tiocijanatom daje N-(2,6- dihlorofenil)tioureju. Metilacija ovog produkta, i naknadna reakcija sa etilen diaminom daje klonidin.

## Spoljašnje veze
|  | Molimo Vas, obratite pažnju na važno upozorenje u vezi sa temama iz oblasti medicine (zdravlja). |